# Lymantria monacha
La monja (Lymantria monacha) es un lepidóptero ditrisio de la familia Erebidae propio la región paleártica, de Europa a Japón.

## Descripción

♀
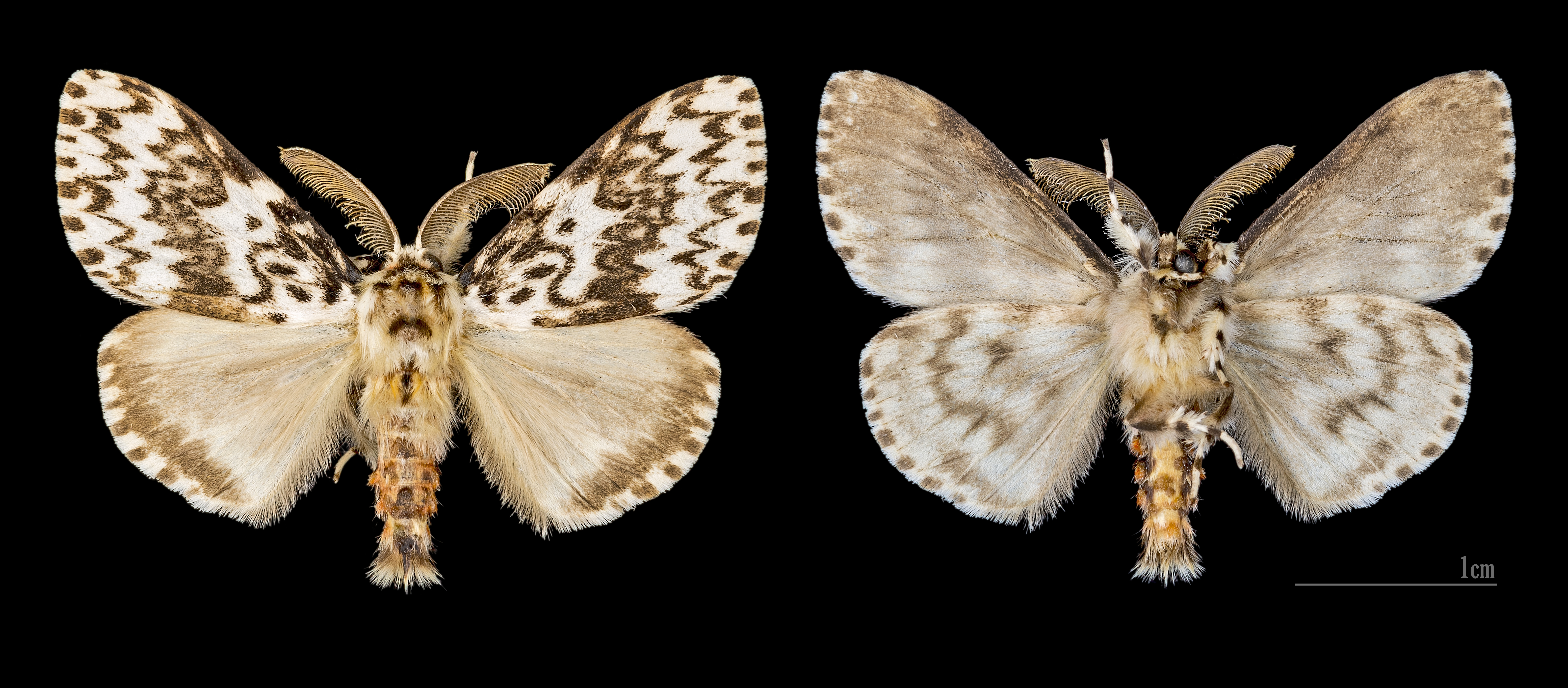
♂

Las mariposas adultas tiene alas blancas con arcos negros conectados, lo que le da su nombre en inglés, arcos negros. Hay muchas variaciones en el color y diseño de las alas. Las alas posteriores son de color marrón claro o grisáceo. La hembra es más grande y tiene alas más alargadas. También tiene un abdomen característico de color bizcocho con una cinta negra. Tiene una envergadura de 4 a 5 cm.
Presentan un marcado dimorfismo sexual. Los machos son de menor tamaño, colores más claros y tiene antenas bipinadas. Las hembras son algo mayores, de color más oscuro, con el cuerpo y las extremidades más vellosas y con antenas filiformes poco aparentes.
La oruga de la monja es gris e hirsuta, tiene líneas negras y manchas sobre su espalda. Se alimenta de hojas de árboles como Picea, Larix, Abies, Pinus y  Pseudotsuga. Otros géneros como Quercus, Acer, Betula, Carpinus,  Fagus, Fraxinus, Ulmus, Malus, Prunus y otros frutales pueden ser también consumidos por esta especie.

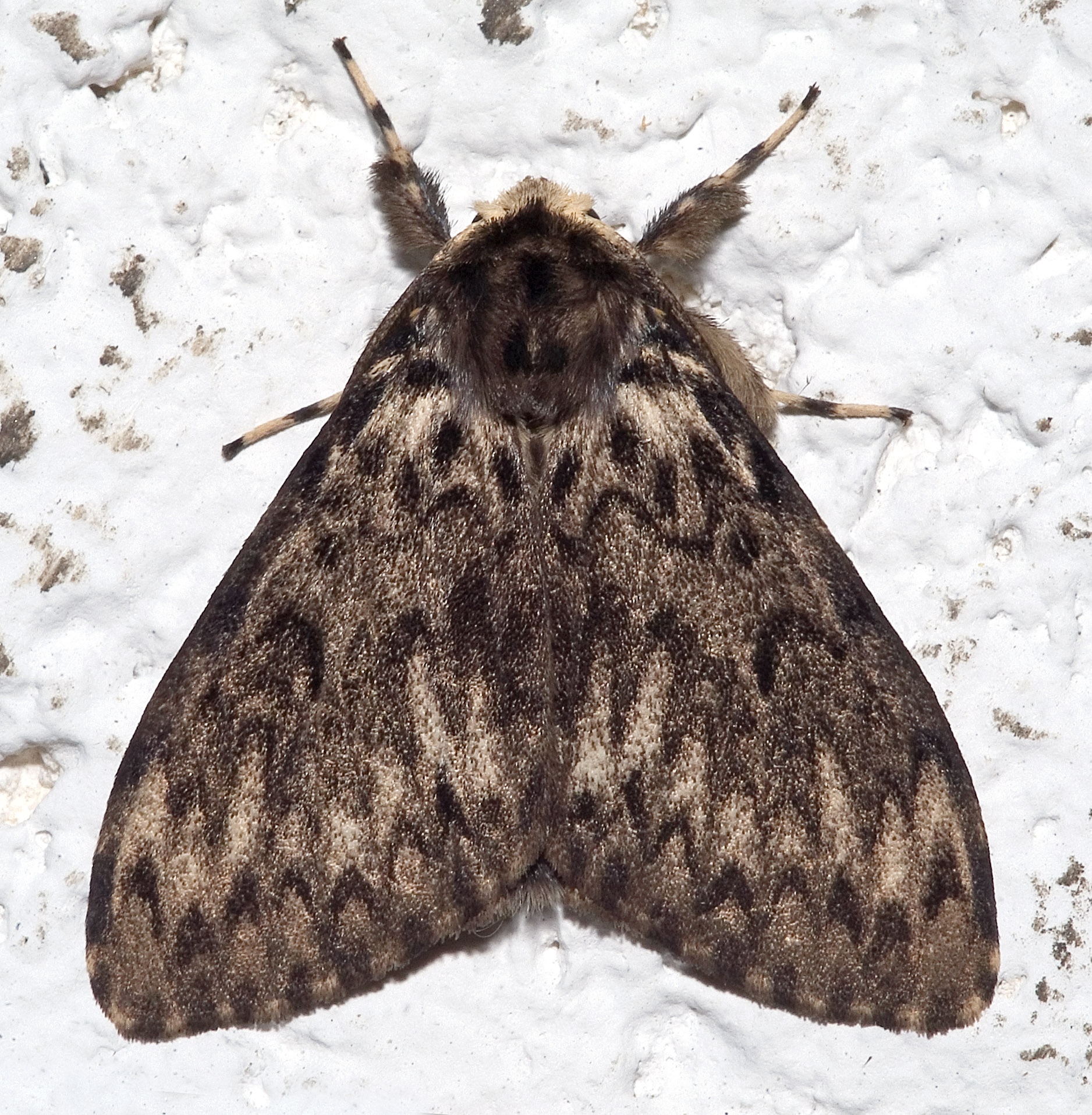
Hembra de la monja.
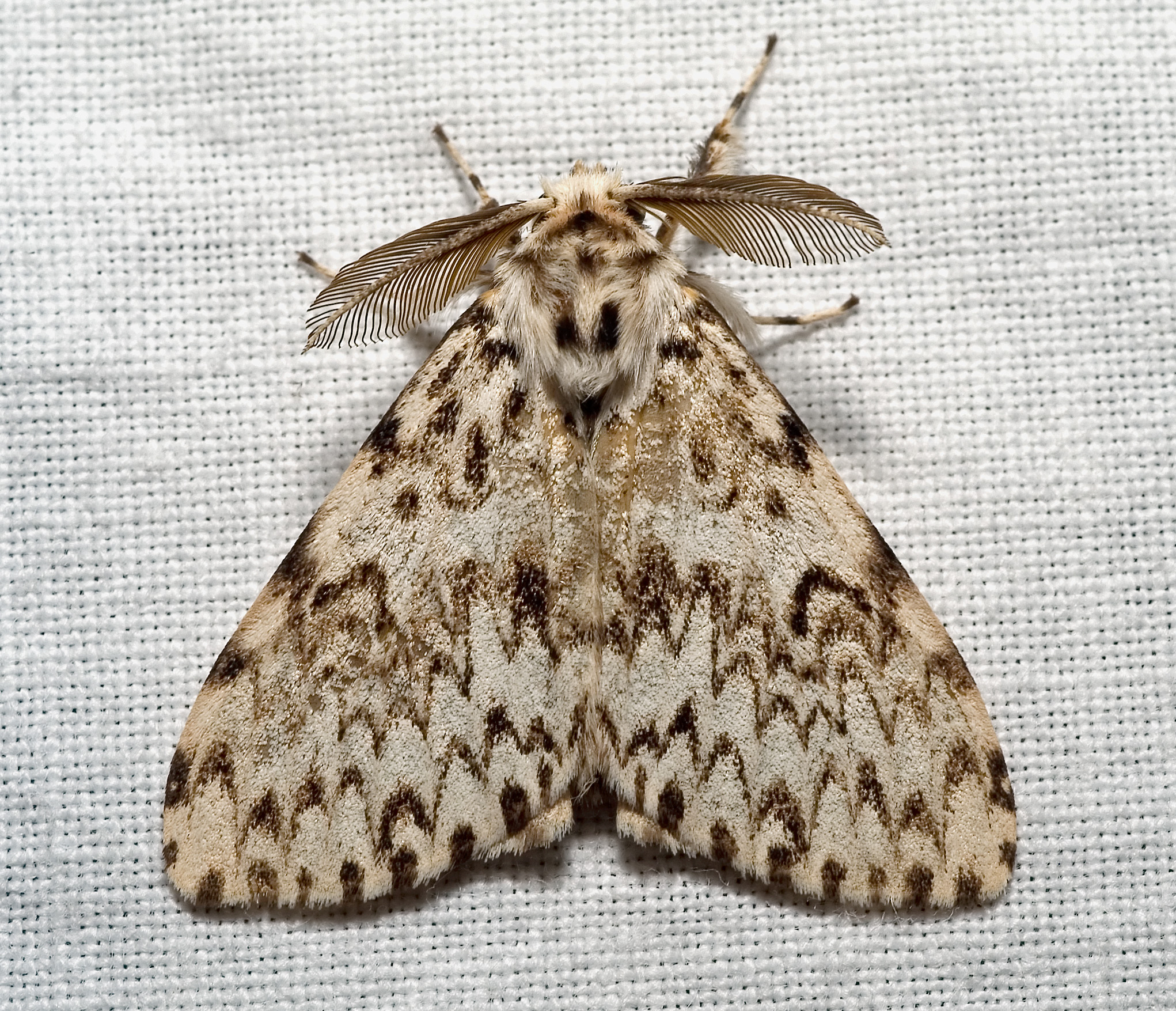
Macho de la monja.
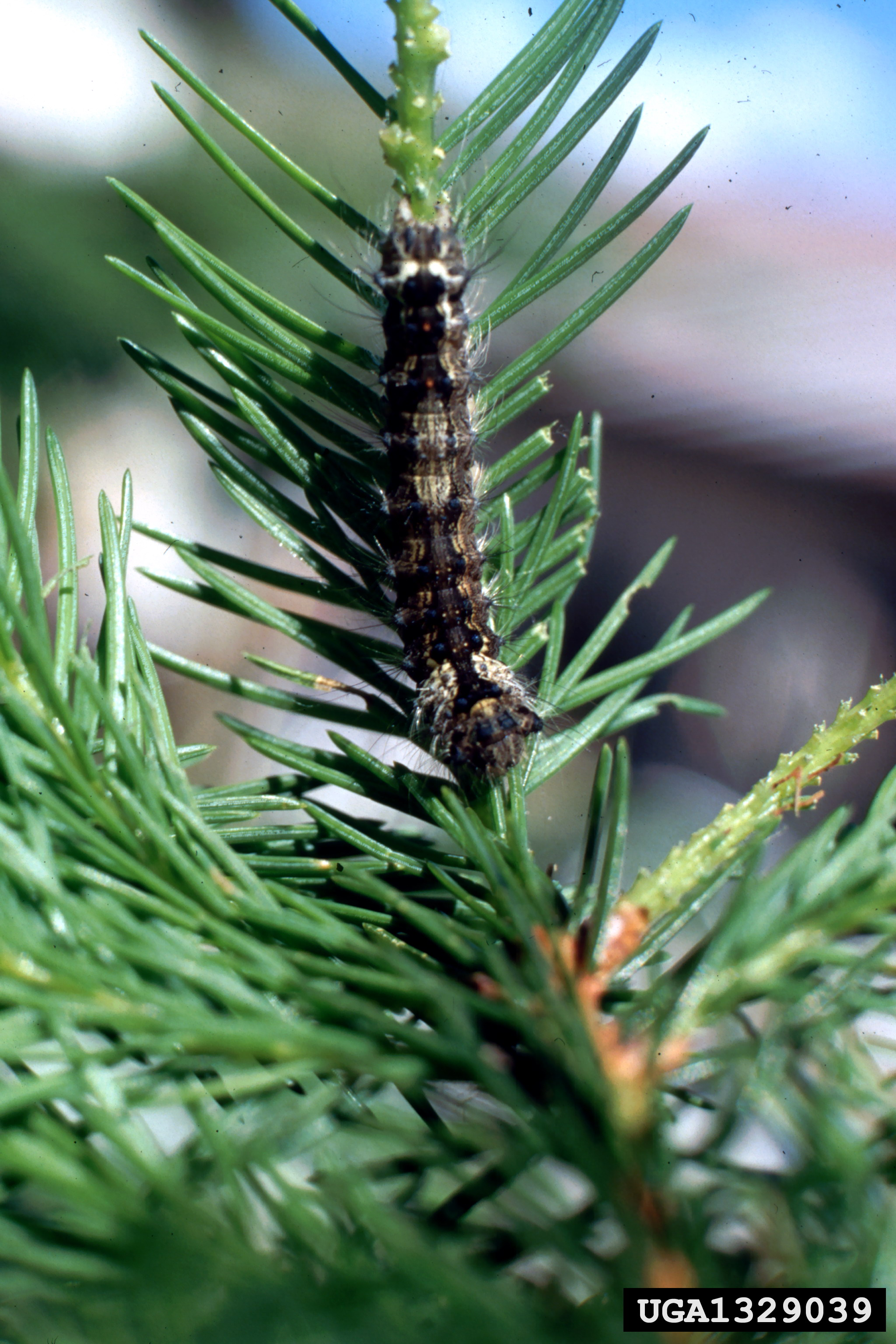
Larva.
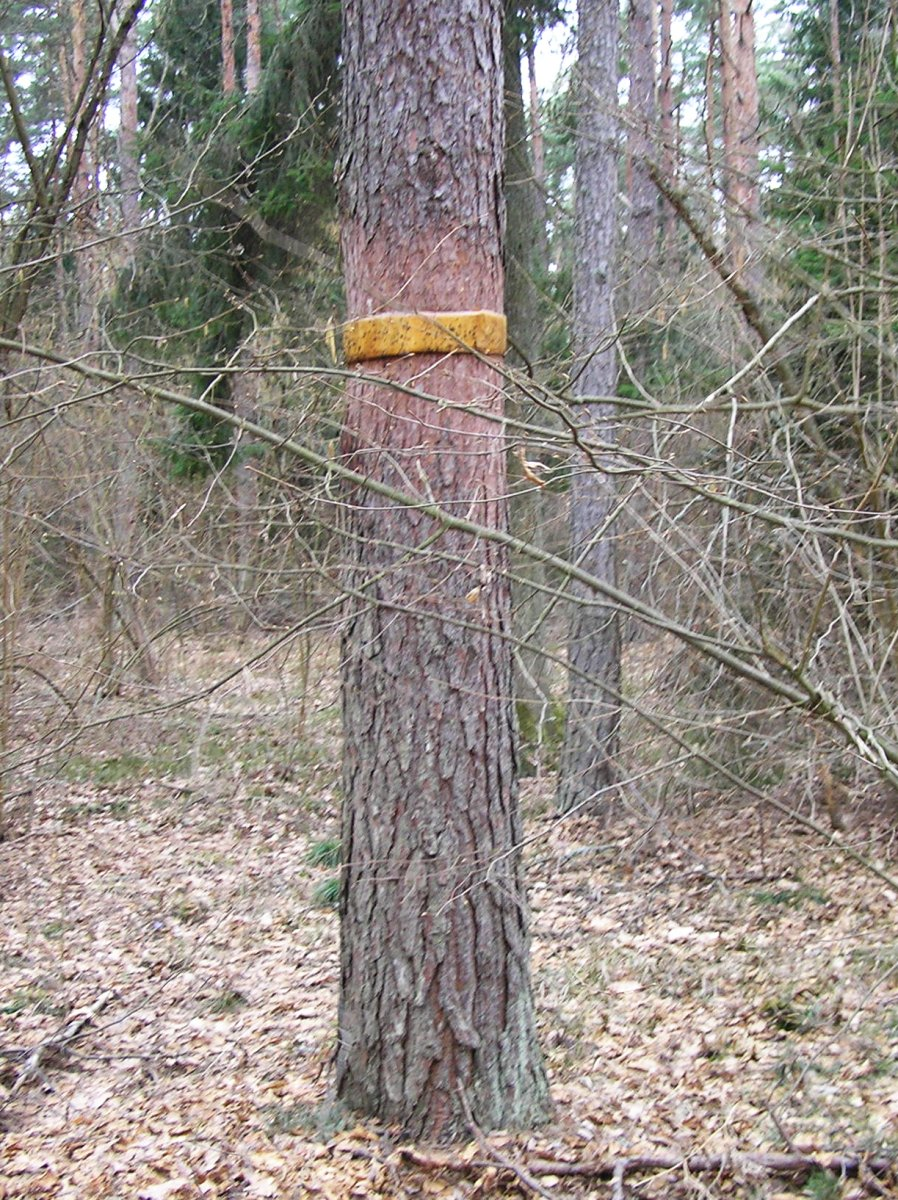
Trampa adhesiva.
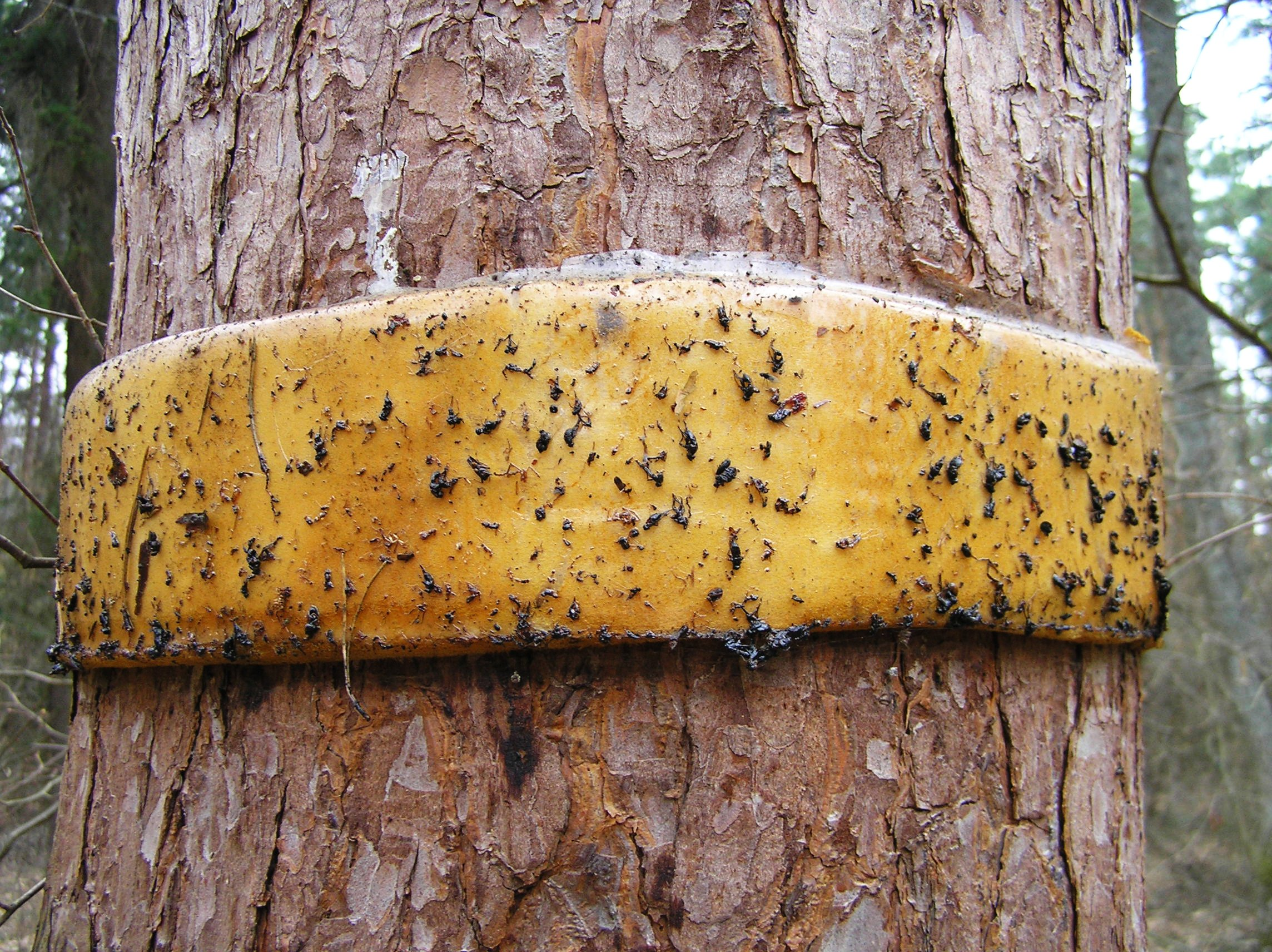
Detalle trampa adhesiva.
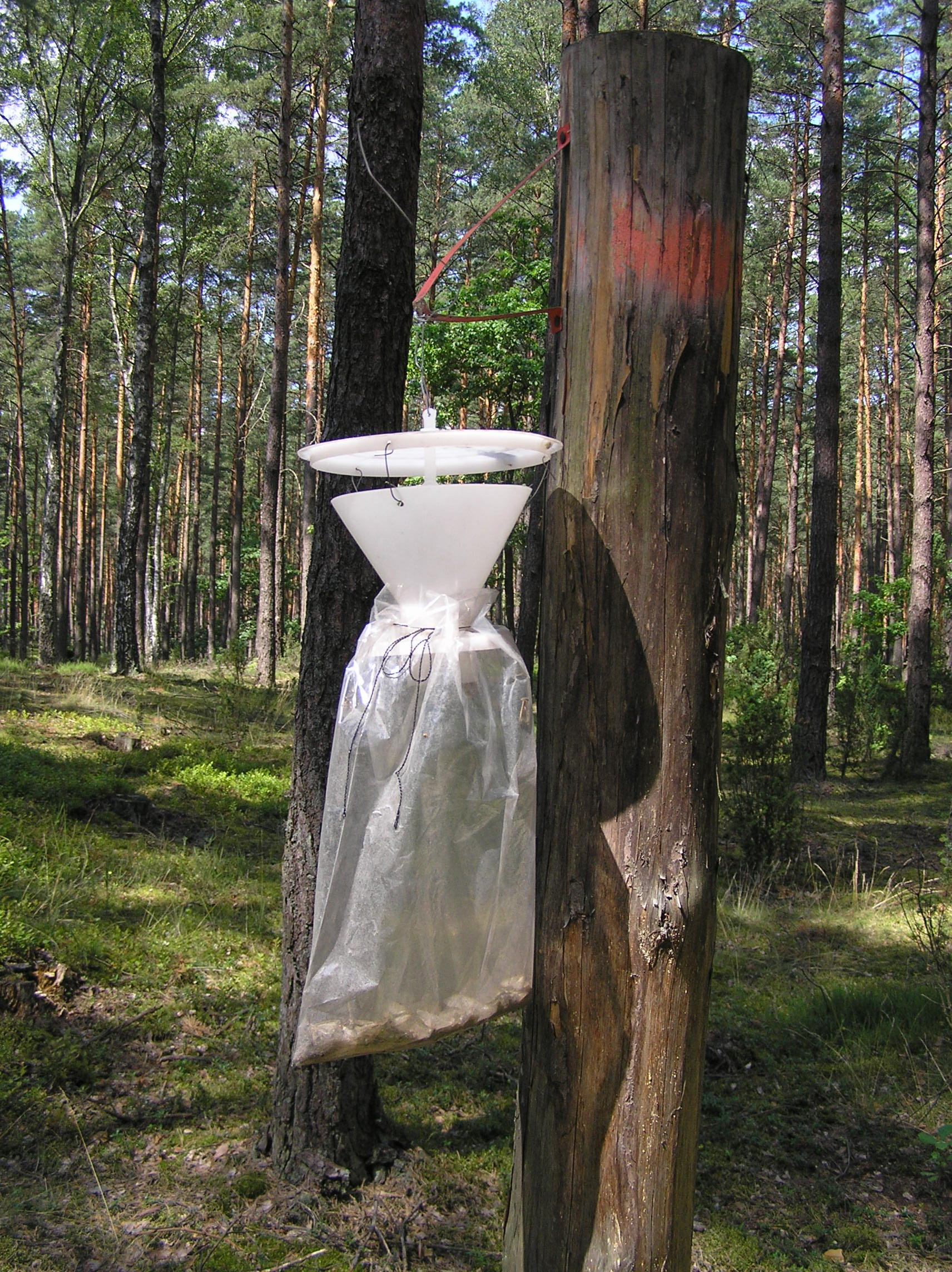
Trampa de feromonas.

## Distribución
Europa, islas británicas; zonas paleárticas de Asia y Japón

## Ciclo biológico
| MES     | ENERO | FEBRERO | MARZO | ABRIL | MAYO  | JUNIO | JULIO | AGOSTO | SEPTIEMBRE | OCTUBRE | NOVIEMBRE | DICIEMBRE |
| ------- | ----- | ------- | ----- | ----- | ----- | ----- | ----- | ------ | ---------- | ------- | --------- | --------- |
| ESTADIO | L     | L       | 5L    | X     | P     | D     | A     | H      | L          | L       | L         | L         |
| LUGAR   | Ramas | Ramas   | Ramas | Suelo | Suelo | Aire  | Ramas | Ramas  | Ramas      | Ramas   | Ramas     | Ramas     |

Clave:
- A : Adultos.
- H : Huevos.
- L : Larvas u orugas (Pueden diferenciarse estadios larvarios mediante el uso de números: 1L, 2L, 3L,...nL).
- P : Pupas o crisálidas.
- D : Diapausa.
- X : Enterrado o protegido.

Como todos los lepidópteros tiene un ciclo holometábolo, pasando por las fases de huevo, larva, pupa y adulto.
Las hembras adultas realizan la puesta en la corteza de los árboles, de los que se alimenta la especie.
Los huevos eclosionan en primavera, las orugas en su primer estadio comen sólo agujas jóvenes, abandonando las agujas producidas en años anteriores. En los siguientes estadios estas orugas pueden consumir ya agujas viejas, aunque prefieren todavía las jóvenes.

## Entomología aplicada

### Daños
En caso de una gran infestación de estas orugas, el follaje se vuelve escaso y la cima del árbol se enmohece. Los árboles sobreviven a varias defoliaciones del 50% de su follaje, incluso varios años consecutivos, pero pueden morir después de 4 o 5 años después de defoliaciones intensas.

### Control
- Depredadores naturales: aves insectívoras, trampas de feromonas.